# アンドロスタ-4-エン-3,17-ジオンモノオキシゲナーゼ
アンドロスタ-4-エン-3,17-ジオンモノオキシゲナーゼ（androst-4-ene-3,17-dione monooxygenase）は、ステロイドホルモン生合成酵素の一つで、次の化学反応を触媒する酸化還元酵素である。
アンドロスタ-4-エン-3,17-ジオン + 還元型受容体 + O2 {\displaystyle \rightleftharpoons } 3-オキソ-13,17-セコアンドロスタ-4-エン-17,13α-ラクトン + 受容体 + H2O
この酵素の基質はアンドロスタ-4-エン-3,17-ジオン、還元型受容体とO2で、生成物は3-オキソ-13,17-セコアンドロスタ-4-エン-17,13α-ラクトン、受容体とH2Oである。
この酵素は酸化還元酵素に属し、基質に特異的に作用する。酸素は酸化剤として還元されると同時に基質に取り込まれる。組織名はandrost-4-ene-3,17-dione-hydrogen-donor:oxygen oxidoreductase (13-hydroxylating, lactonizing)で、別名にandrostene-3,17-dione hydroxylase、androst-4-ene-3,17-dione 17-oxidoreductase、androst-4-ene-3,17-dione hydroxylase、androstenedione monooxygenase、4-androstene-3,17-dione monooxygenaseがある。